# Wolfgang Grzyb
Wolfgang Grzyb (* 29. Juli 1940 in Braunschweig; † 7. Oktober 2004) war ein deutscher Fußballspieler. Der Verteidiger absolvierte von 1966 bis 1978 für Eintracht Braunschweig 305 Bundesligaspiele und gehörte der Meistermannschaft der Saison 1966/67 unter Trainer Helmuth Johannsen an.

## Karriere
Seine Fußballkarriere begann Grzyb beim TSV Kaierde, dem FC Alfeld und bei der SpVgg Hopfelde-Hollstein, bevor er 1964 zu Eintracht Braunschweig kam. In der Saison 1963/64 spielte er mit Alfeld in der Amateurligastaffel 5 in Niedersachsen. Im ersten Jahr in Braunschweig errang er 1964/65 mit den Eintracht-Amateuren in der Landesliga die Vizemeisterschaft; 1965/66 landete er mit seinen Kollegen auf dem 3. Rang, machte aber durch seine Leistungen den Niedersächsischen Fußballverband (NFV) wie auch den DFB auf sich aufmerksam. Der damals noch zumeist im Angriff eingesetzte Spieler wurde zunächst in die niedersächsische Amateurauswahl für den Länderpokal berufen. Nach Erfolgen gegen Bremen (4:1; 1:1), Niederrhein (3:2 n. V.) und einem 6:1 im Halbfinale am 19. Mai 1966 in Hannover gegen Nordbaden wurde zwar das Endspiel am 17. Juni in Minden gegen die Auswahl von Westfalen mit 0:1 verloren, aber für Grzyb und seine Eintracht-Kollegen Rüdiger Halbe und Wolf-Rüdiger Krause war es die Fahrkarte in den Bundesligafußball. Am 20. März 1966 kam er zu einem Einsatz in der Amateur-Nationalmannschaft gegen Frankreich. Beim 2:2 wurde er in der 2. Halbzeit für Gerhard Faltermeier am linken Flügel eingewechselt; Halbe und Krause agierten am rechten Flügel. Mit 26 Jahren bekam Grzyb zur Saison 1966/67 seinen ersten Vertrag als Lizenzfußballer für die Bundesliga.
Von 1966 bis 1978 nahm er als Abwehrspieler an 350 Punktspielen teil und erzielte 25 Tore. 305 Spiele absolvierte er in der Bundesliga, dabei traf er 19-mal. 1966/67 wurde er mit der Eintracht deutscher Fußballmeister. Mit 16 Europacup-Einsätzen (1 Tor) ist er der Rekordspieler des Vereins in europäischen Wettbewerben. Grzyb ist der einzige Spieler, der als Stammspieler zur Meisterelf der Saison 1966/67 und zur Spitzenmannschaft der Jahre zwischen 1974 und 1977 unter Trainer Branko Zebec zählte. Sein Bundesligadebüt hatte Grzyb am 7. September 1966 als rechter Halbstürmer beim 1:0-Erfolg im Auswärtsspiel bei Eintracht Frankfurt. Die Abwehr bestand damals, noch im WM-System, aus den beiden Verteidigern Klaus Meyer und Jürgen Moll sowie der Läuferreihe mit Walter Schmidt, Peter Kaack und Joachim Bäse. Mit seinem Einsatz am 17. Dezember 1977 bei der 0:5-Auswärtsniederlage beim VfB Stuttgart endete seine Bundesligalaufbahn im Breitner-Jahr 1977/78. Er belegte neben dem Titelgewinn 1967 unter Trainer Johannsen 1969 den vierten Rang (punktgleich hinter Mönchengladbach), wiederholte diese Platzierung im ersten Jahr 1970/71 unter Trainer Otto Knefler, wurde nach dem Bundesliga-Abstieg 1972/73 im letzten Jahr der zweitklassigen Fußball-Regionalliga Nord 1973/74 überlegen Meister – 38 Spiele mit sechs Toren – und kehrte unmittelbar in die Bundesliga zurück. Unter Zebec verpasste er 1976/77 mit der Mannschaft mit nur einem Punkt Rückstand den zweiten deutschen Meistertitel. Grzyb war bereits 36 Jahre alt und kam im laufintensiven Zebec-System als rechter Außenverteidiger auf 30 Einsätze mit einem Torerfolg.
1971 wurde Grzyb wegen seiner Beteiligung am Bundesliga-Skandal zu einer Geldstrafe von 4.400 DM verurteilt.

### Spielweise
Grzyb war 1,69 m groß und wog in seiner aktiven Zeit 69 kg. Damit war er kein typischer deutscher Abwehrrecke, Grzyb war ein schneller Läufer und bisweilen feiner Techniker. Sein Trainer Helmuth Johannsen meinte, dass er die in seinem Beruf als Schmied erworbene Robustheit auch in sein Spiel übertragen habe. Dies war als Hinweis auf seine Unverwüstlichkeit zu verstehen, nicht auf seine Härte gegen andere Spieler. Grzyb litt selten unter Verletzungen und blieb sehr lange aktiv. In den 1970er Jahren traten Fußballprofis üblicherweise mit 30 bis höchstens 33 Jahren ab, Grzyb spielte im Alter von über 35 noch in einer Spitzenmannschaft. In den letzten Jahren seiner Karriere war er ältester Spieler der Bundesliga. Gerade aus dieser Zeit datieren einige seiner besten Spiele. Nach dem Wiederaufstieg 1974 spielte er trotz seines Alters oft die Rolle eines Verteidigers, der über schnelle Läufe ohne Gegenspieler plötzlich als "Außenstürmer" in die gegnerische Hälfte vorstieß und dort auf den Mittelstürmer Wolfgang Frank vorlegte.

### Platzverweis 1975
Nachdem Eintracht Braunschweig in der Zeit vom Beginn der Bundesliga bis 1974/75 mit elf Spielzeiten in Folge ohne Platzverweis einen bis heute gültigen Fair-Play-Rekord aufgestellt hatte, war es der damals 35-jährige Grzyb, der am 30. August 1975 die erste Rote Karte des Vereins in der Bundesliga kassierte. Der Anlass war allerdings kein Foul; Grzyb hatte sich mit dem Schiedsrichter (Manfred Scheffner aus Nußloch, der mehrere Jahre jünger war als er) gestritten.

## Privatleben
Wolfgang Grzyb war verheiratet, hatte zwei Söhne und lebte in Braunschweig-Waggum. Der gelernte Schmied und passionierte Tennisspieler war für eine Großbrauerei im Automatendienst tätig.